# Camelus grattardi
Camelus grattardi — вимерлий вид верблюда, який населяв Африку в епохи пліоцену та плейстоцену.

## Поширення
Скам'янілості C. grattardi відомі з Ефіопії.

## Опис
Цей верблюд був дуже схожий на сучасних Camelus, і його розмір, мабуть, був подібним до розміру сучасного бактрійського верблюда (Camelus bactrianus). Однак, на відміну від сучасних верблюдів та дромедарів, Camelus grattardi мав дуже великі моляри та довгий, вузький четвертий премоляр. Передній край гілки нижньої щелепи також був більш косим, тоді як плечова кістка була більш циліндричною.

## Класифікація
Вперше верблюда Camelus grattardi було описано у 2014 році Денісом Гераадсом на основі викопних решток, знайдених у долині Омо, Ефіопія, у формації Шунгура (верхній пліоцен — нижній плейстоцен). Цей вид вимерлого верблюда не можна одразу порівняти з двома видами сучасних верблюдів, тому передбачається, що предків двогорбого й одногорбого верблюдів слід шукати у досі невідомих формах африканського або азійського пліоцену.